# بيت مجمل (رصد)

تعديل مصدري - تعديل

بيت مجمل هي إحدى قرى عزلة القارة بمديرية رصد التابعة لمحافظة أبين، بلغ تعداد سكانها 72 نسمة حسب تعداد اليمن لعام 2004.